# Gurling-Gletscher
Der Gurling-Gletscher ist ein Gletscher an der Wilkins-Küste des Palmerlands auf der Antarktischen Halbinsel. Er fließt vom Krebs Ridge und vom Leininger Peak in den südwestlichen Teil des Smith Inlet.
Das UK Antarctic Place-Names Committee benannte ihn 1976 nach Peter William Gurling (* 1946), der als Geodät des British Antarctic Survey zwischen 1972 und 1973 in der Umgebung dieses Gletschers tätig war.